# جيريمي بايتس (تنس)
جيريمي بايتس (بالإنجليزية: Jeremy Bates)‏ مواليد 19 يونيو 1962 في سوليهل، إنجلترا، هو لاعب كرة مضرب إنجليزي بدأ مسيرته كمحترف سنة 1982. هو أحد أبطال الجراند سلام. أعلى تصنيف له في الفردي كان المركز الـ 54 في سنة 1995. شارك في دورة الألعاب الأولمبية الصيفية.

## بطولات حققها
- بطولة ويمبلدون
- بطولة أستراليا المفتوحة للتنس

## النهائيات

### نهائيات البطولات الكبرى

#### الزوجي: 1 (الوصافة 1)
| الحصيلة | السنة | البطولة           | الأرضية | الشريك        | المنافس في النهائي | النتيجة في النهائي |
| الوصافة | 1988  | أستراليا المفتوحة | صلبة    | بيتر لوندغرين | ريك ليتش جيم بف    | 3–6, 2–6, 3–6      |

#### الزوجي المختلط: 2 (الألقاب 2)
| الحصيلة | السنة | البطولة           | الأرضية | الشريك  | المنافس في النهائي               | النتيجة في النهائي |
| الفوز   | 1987  | ويمبلدون          | عشبية   | جو دوري | نيكول برادتكه دارين كاهيل        | 7–6(10), 6–3       |
| الفوز   | 1991  | أستراليا المفتوحة | صلبة    | جو دوري | روبن وايت (تنس) سكوت ديفيز (تنس) | 2–6, 6–4, 6–4      |

## روابط خارجية
- جيريمي بايتس على موقع رابطة محترفي التنس (الإنجليزية)
- جيريمي بايتس على موقع الاتحاد الدولي لكرة المضرب (الإنجليزية)
- جيريمي بايتس على موقع كأس ديفيز (الإنجليزية)
- جيريمي بايتس على موقع خلاصة التنس.كوم (الإنجليزية)
- جيريمي بايتس على موقع إي إس بي إن.كوم (الإنجليزية)
- جيريمي بايتس على موقع أوليمبيديا (الإنجليزية)
- جيريمي بايتس على موقع اللجنة الأولمبية البريطانية (الإنجليزية)